# 井上オークス

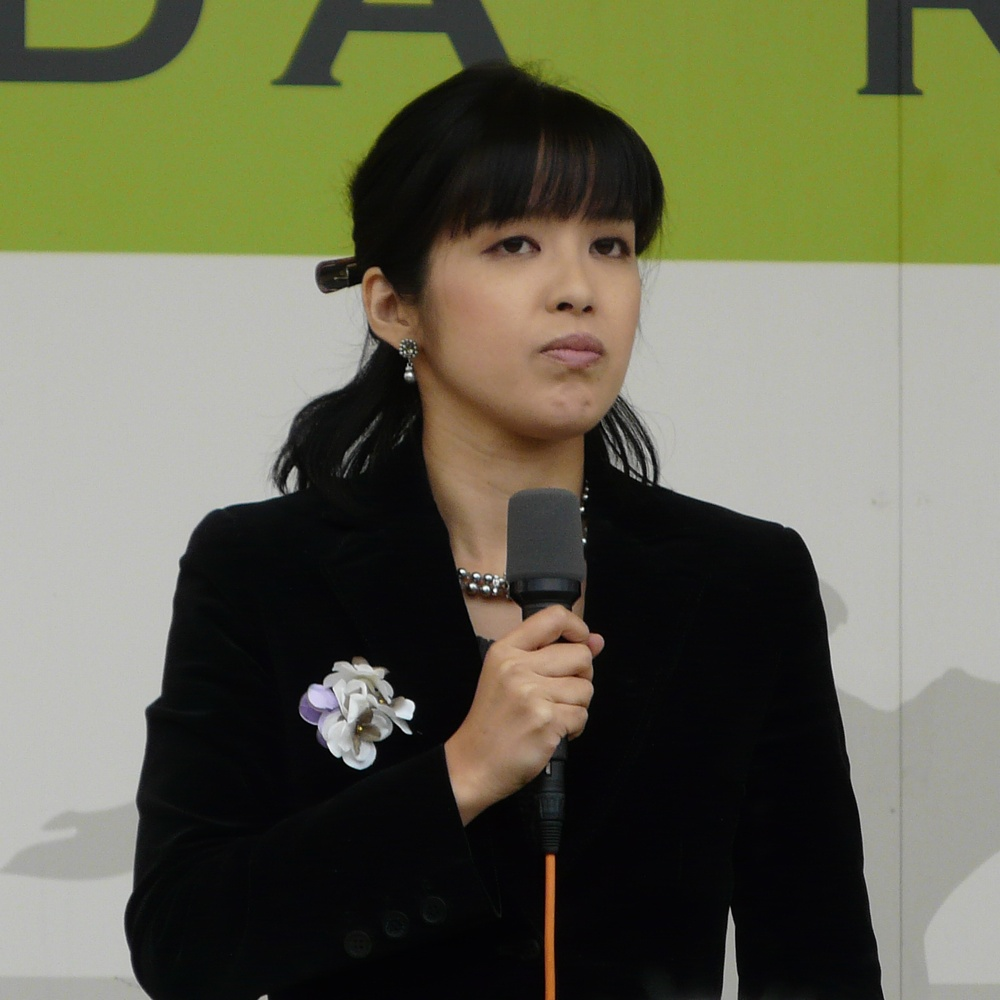
2011年兵庫ジュニアグランプリ予想会

井上 オークス（いのうえ オークス、1977年11月11日 - ）とは日本のフリーライターである。本名は井上久子。ペンネームは自身が初めて万馬券を的中させたという競馬の競走・優駿牝馬（オークス）に由来する。

## 来歴
佐賀県佐賀市生まれ、愛媛県育ち。
同志社女子大学在学中に応募した競馬に関するエッセイコンテストで優勝。2003年には日本中央競馬会の雑誌『優駿』が主催する「優駿エッセイ賞」で佳作入選。以降も日本の競馬業界を中心に活動している。
各地の地方競馬を中心に、内田利雄ら日本人騎手を取材するためマカオや韓国にも遠征しており、「旅打ち（競馬）ライター」との肩書きで紹介される。地方競馬・中央競馬のイベントや広報活動にもしばしば起用されている。

## 著書
- いま、賭けにゆきます（KKベストセラーズ、2011年）[10]
- 馬酔い放浪記（KKベストセラーズ、2013年）

## 連載
- 優駿的馬券生活/優駿倶楽部（日本中央競馬会『優駿』）
- えい!えい!!オークス（スポーツニッポン）[11]
- 井上オークスの地方見聞録（競馬総合チャンネル）
- 井上オークスの「ほとばしる射幸心」（週刊プレイボーイ）

## テレビ
- 競馬場の達人（グリーンチャンネル）
- iちゃんねる（グリーンチャンネル）

## 過去の出演番組
- 競馬LIVEへGO!（日経ラジオ社）
  - 高知競馬場の情報コーナー「夜さ恋ナイター 高知けいばへGO!」パーソナリティー（2019年5月4日 - 2022年3月26日)